# 南美副喜蓋鯰
南美副喜蓋鯰，為輻鰭魚綱鯰形目毛鼻鯰科的其中一種，為熱帶淡水魚，分布於南美洲巴拉那河上游流域，本魚棲息在底層水域，體長可達5.4公分，生活習性不明。